# James Burrows
James Edward Burrows (født 30. december 1940) er en amerikansk tv-instruktør , der har arbejdet ved tv siden 1970'erne.
Burrows blev født i Los Angeles, Californien , søn af Ruth Levinson og Abe Burrows, der var en kendt komponist, instruktør og forfatter.  Burrows er en afgangselev fra Oberlin College. Han gik også på Yale School of Drama.
Burrows har instrueret mange shows, blandt andet:
- 1970'erne – The Mary Tyler Moore Show, The Bob Newhart Show, Rhoda, Laverne & Shirley, Taxi, The Associates
- 1980'erne – Cheers, The Hogan Family, Dear John
- 1990'erne – Wings, Frasier, Venner, NewsRadio, 3rd Rock from the Sun, Pearl, Dharma & Greg, Caroline in the City, Will & Grace, George & Leo
- 2000'erne – The Class, Courting Alex, Two and a Half Men, Back to You, The Big Bang Theory, Gary Unmarried, Hank
- 2010'erne – Romantically Challenged, Mike & Molly, Better with You, $#*! My Dad Says, 2 Broke Girls